# Средиземноморска къртица
Средиземноморската къртица (Talpa levantis) е вид дребни бозайници от семейство Къртицови (Talpidae).
Средиземноморската къртица е сравнително дребна и наподобява сляпата къртица (Talpa caeca), с която понякога са обединявани в един вид. За разлика от европейската къртица (Talpa europaea) при тези два вида клепачите са напълно сраснали и липсва очен отвор. Разпространена е в южната част на Балканския полуостров, по южното и източно крайбрежие на Черно море и в някои райони на Задкавказието. В България през 2000 година в местността Силистар е открит един екземпляр.
По-късно са установени десетки индивиди в над 20 находища в Странджа, където е доказано, че видът се среща включително и до северните подножия на планината.